# Игнатенко, Михаил Ильич
Михаи́л Ильи́ч Игнате́нко (30 сентября 1929, д. Крещенка, Ачинский район, Сибирский край, СССР — 2007) — тракторист-комбайнёр Ярульского совхоза Ирбейского района Красноярского края, Герой Социалистического Труда (1966).

## Биография
Родился 30 сентября 1929 года в деревне Крещенка, Ачинский район, Сибирский край (ныне Красноярский край) в крестьянской семье.
Осенью 1944 года трудоустроился помощником комбайнёра, затем после травмы бригадира становится бригадиром-комбайнёром на «Коммунаре» Ярульской машинно-тракторной станции (МТС), в 1946 году был призван в армию (служил в Германии), а после увольнения в запас вернулся на ту же работу. Окончив в 1955 году годичные курсы бригадиров тракторных бригад при Ачинском сельскохозяйственном техникуме, работал бригадиром, а затем механиком отделения Ярульского совхоза. В 1962 году стал работать трактористом, затем комбайнёром, продолжил работать механизатором.
8 февраля 1966 года представлен на соискание звания Героя Социалистического Труда решением № 29 заседания бюро Красноярского крайкома КПСС. Указом Президиума Верховного Совета СССР от 23 июня 1966 года «за успехи, достигнутые в увеличении производства и заготовок пшеницы, ржи, гречихи, риса, других зерновых и кормовых культур и высокопроизводительном использовании техники» удостоен звания Героя Социалистического Труда с вручением ордена Ленина и золотой медали «Серп и Молот».
Награждён орденом Ленина (23.6.1966) и медалями. Удостоен звания «Гвардеец жатвы».

## Семья
Жена Клавдия Степановна (поженились в мае 1953 года), три сына — Владимир, Константин и Николай.